# Sector eléctrico en Nicaragua
Nicaragua es el país de América Central que posee la generación de electricidad más baja, pero el segundo con el porcentaje más alto de población con acceso a la electricidad. El proceso de desagregación y privatización de la década de los 90 no alcanzó los objetivos esperados, lo que resultó en muy poca capacidad de generación agregada al sistema. Esto, junto a su gran dependencia del petróleo para la generación de electricidad (la más alta de la región), provocó una crisis energética en 2006 de la cual el país ya se ha recuperado por completo, gracias a nueva inversión.
El sistema de electricidad abarca el Sistema Interconectado Nacional (SIN), que cubre más del 90% del territorio donde vive la población del país (las zonas del Pacífico, del centro y del norte completas). Las restantes regiones están cubiertas por sistemas de generación aislados. El proyecto SIEPAC (Sistema de Interconexión Eléctrica para América Central) integrará la red eléctrica del país con el resto de los países de América Central y se espera que mejore la confiabilidad en el abastecimiento y reduzca los costos.

## Suministro y demanda de electricidad

### Capacidad instalada
La exitosa reforma al sector eléctrico de Nicaragua, llevada a cabo a finales de la década del 2000, redujo en gran medida la dependencia del petróleo para la generación de electricidad: del 23% comparado con el promedio de 43% de los países de América Central. En 2018, el país tenía una capacidad instalada nominal de 1467,31 MW de la cual el 23,6% correspondía a generación térmica, el 4,5% a generación hidroeléctrica y el 19,7% a generación geotérmica. El 70% de la capacidad total se encontraba en manos privadas.
La generación de electricidad bruta era de 3.140 GWh, de los cuales el 69% provenía de fuentes térmicas tradicionales, el 10% de plantas térmicas de bagazo, el 10% de energía hidroeléctrica y el 10% de fuentes geotérmicas. El 1% restante corresponde a la electricidad generada en los sistemas “aislados”. El desglose detallado de la generación de las diferentes fuentes es el siguiente:
| Fuente                             | Generación (GWh) | Generación (%) |
| ---------------------------------- | ---------------- | -------------- |
| Hidroeléctrica (pública)           | 307              | 9,8%           |
| Térmica (pública): fuel oil        | 199              | 6,3%           |
| Térmica (privada): fuel oil        | 1.883            | 60%            |
| Térmica (privada): bagazo          | 323              | 10,3%          |
| Turbinas de gas (pública) – diésel | 71               | 2,3%           |
| Turbinas de gas (privada) – diésel | 0,82             | 0,02%          |
| Geotérmica                         | 311              | 9,9%           |
| Sistemas aislados                  | 42               | 1,3%           |

Fuente: Estadísticas del INE
A pesar de que la capacidad instalada nominal ha aumentado a 113 MW desde 2001, la capacidad efectiva ha aumentado solo en 53 MW y permaneció en 589 MW en 2006. La gran diferencia entre la capacidad nominal y la efectiva se debe a la existencia de plantas térmicas antiguas que no funcionan correctamente y que deberían ser renovadas o reemplazadas.

### Demanda
En 2006, la electricidad total vendida en Nicaragua aumentó un 5,5%, hasta 2.052 GWh, lo cual corresponde al consumo anual de 366 kWh per cápita. A continuación se muestran los porcentajes de consumo para los diferentes sectores económicos:
- Residencial: 34%
- Comercial: 31%
- Industrial: 20%
- Otros: 15%

### Demanda frente a suministro
La demanda máxima ha aumentado en Nicaragua a una tasa anual de aproximadamente un 4% desde 2001, lo cual ha provocado un margen de reserva bajo (6% en 2006). Además, se espera que la demanda aumente al 6% anual durante los próximos 10 años, lo cual aumenta la necesidad de nueva capacidad de generación.

## Acceso a la electricidad
En 2001, solo el 47% de la población de Nicaragua tenía acceso a la electricidad. Los programas de electrificación desarrollados por la antigua Comisión Nacional de Energía (CNE) con recursos del Fondo para el Desarrollo de la Industria Eléctrica Nacional (FODIEN), el Banco Interamericano de Desarrollo, el Banco Mundial y el Fondo de Contravalor Suizo para la Electrificación Rural (FCOSER), han aumentado el acceso a un 55% (el 68% según el censo, que también tiene en cuenta las conexiones ilegales) en 2006. Sin embargo, esta cobertura todavía se encuentra entre las más bajas de la región y muy inferior al promedio del 94,6 de ALyC. La cobertura en las áreas rurales es inferior al 40%, mientras que en áreas urbanas alcanza el 92%.
En 2004, la Comisión Nacional de Energía (CNE) desarrolló el Plan Nacional de Electrificación Rural (PLANER), que estableció objetivos y cifras de inversión para el período 2004-2013. Su objetivo es acercar la energía al 90% de las áreas rurales del país para finales de 2012. La Política de Electrificación Rural fue aprobada en septiembre de 2006 como guía principal para la implementación del PLANER.

## Calidad del servicio

### Frecuencia y duración de las interrupciones
En 2003, la cantidad media de interrupciones por cliente fue de 4 (el promedio ponderado para ALyC en 2005 fue de 13), mientras que la duración de las interrupciones por cliente fue de 25 horas (el promedio ponderado para ALyC en 2005 fue de 14). Sin embargo, la situación empeoró durante la crisis energética en 2006, cuando grandes zonas del país sufrieron apagones continuos y prolongados (véase Desarrollos recientes más adelante).

### Pérdidas en distribución
En 2006, las pérdidas en distribución en Nicaragua fueron de 28,8%, las más altas de América Central junto con las de Honduras, cuyo promedio fue de 16,2%. Éste es uno de los problemas más graves a los que se enfrenta el sector en Nicaragua, ya que provoca pérdidas económicas muy grandes. Este problema se debe, en parte a la enorme cantidad de conexiones ilegales, de sistemas de medición alterados y a la poca capacidad de cobranza de las facturas.

## Responsabilidades en el sector eléctrico

### Política y regulación
Las entidades reguladoras del sector eléctrico de Nicaragua son:
- El Ministerio de Energía y Minas (MEM), creado en enero de 2007, reemplazó a la Comisión Nacional de Energía (CNE). El MEM está a cargo de la producción de las estrategias de desarrollo para el sector nacional de electricidad. En 2003, la CNE elaboró el “Plan Indicativo de la Generación del Sector Eléctrico de Nicaragua, 2003-2014”, que tiene como objetivo proveer apreciaciones útiles a los inversores privados para orientar sus decisiones sobre las tecnologías a implementar en el país.[14]

- El Instituto Nicaragüense de Energía (INE) aplica las políticas definidas por el gobierno (es decir, por el MEM). Está a cargo de la regulación y fijación de impuestos.

- La Comisión Regional de Interconexión Eléctrica (CRIE) es la entidad reguladora del Mercado Eléctrico Regional (MER) creado por el Tratado Marco del Mercado Eléctrico de América Central.

El Centro Nacional de Despacho de Carga (CNDC) es la entidad reguladora a cargo de la administración del Mercado Eléctrico Mayorista (MEM) y el Sistema Interconectado Nacional.

### Generación
En 2006, había 10 compañías de generación en el Sistema Interconectado Nacional, ocho de las cuales estaban en manos privadas. A continuación se describe la cantidad y tipo de plantas operadas por cada compañía:
| Tipo                   | Nombre de la compañía | N.º de plantas | Capacidad instalada (MW) |
| Pública                |                       | 4              | 226,8                    |
| ---------------------- | --------------------- | -------------- | ------------------------ |
| Energía hidroeléctrica | Hidrogesa             | 2              | 104,4                    |
| Energía térmica        | GECSA                 | 2              | 122,4                    |
| Privada                |                       | 9              | 524,4                    |
| Energía geotérmica     | Gemosa                | 1              | 77,5                     |
|                        | SJP                   | 1              | 10                       |
| Energía térmica        | CENSA                 | 1              | 63,9                     |
|                        | EEC                   | 1              | 47                       |
|                        | GEOSA                 | 2              | 120                      |
|                        | Monte Rosa            | 1              | 67,5                     |
|                        | NSEL                  | 1              | 59,3                     |
|                        | Tipitapa              | 1              | 52,2                     |
| TOTAL                  |                       | 13             | 751,2                    |

Fuente: CEPAL 2007

### Transmisión
En Nicaragua, el 100% de la transmisión está gestionada por ENATREL, que también está a cargo del suministro del sistema.
Sitio web: http://www.enatrel.gob.ni

### Distribución
En Nicaragua, la compañía Dissur-Disnorte, es un consorcio entre la española TSK y el estado (16%participación), controla el 95% de la distribución. Otras compañías con aportes menores son Bluefields, Wiwilí y ATDER-BL.

## Recursos de energía renovable
El “Plan Indicativo de la Generación del Sector Eléctrico de Nicaragua, 2003-2014” no establece ningún objetivo ni obligación legal para el desarrollo de los recursos renovables del país. Sin embargo, en abril de 2005, el gobierno aprobó la Ley N.º 532, ”Ley para la Promoción de Generación Eléctrica con Fuentes Renovables”. Esta ley declaró de interés nacional el desarrollo y la explotación de los recursos renovables y estableció incentivos fiscales para dichas fuentes. 

### Energía hidroeléctrica
En la actualidad, las plantas de energía hidroeléctrica aportan solo el 10% de la electricidad producida en Nicaragua. La compañía pública Hidrogesa posee y opera dos plantas existentes (Centroamérica y Santa Bárbara).
Como respuesta a la reciente (y todavía sin resolver) crisis energética vinculada con la dependencia excesiva de los productos del petróleo por parte de Nicaragua para la producción de electricidad, hay planes para la construcción de nuevas plantas hidroeléctricas. En 2006 el Banco Centroamericano de Integración Económica (BCIE) y el gobierno llegaron a un acuerdo por medio del cual el BCIE aportará 120 millones US$ en los próximos cinco años (2007-2012) para financiar varios proyectos de energía hidroeléctrica:
- La modernización de las plantas Centroamérica y Santa Bárbara, que generan 50 MW cada una.
- 37 millones US$ para el diseño, construcción y puesta en marcha de la planta de energía hidroeléctrica Larreynaga de 17 MW, que se ubicará a 161 km al norte de Managua, en el departamento de Jinotega.
- 42-45 millones US$ para el diseño, construcción y puesta en marcha de la planta de energía hidroeléctrica Sirena-Los Calpules, de 21 MW.

En marzo de 2008, el gobierno de Irán aprobó un crédito de 230 millones US$ para la construcción de una planta de energía hidráulica con el nombre de Boboke sobre el río Tuma al norte del departamento de Jinotega. De acuerdo con la información periodística, el proyecto será realizado por una compañía estatal iraní con el financiamiento del Banco de Exportación de Irán según un acuerdo con el ministro de Energía y Minas nicaragüense.

### Energía eólica
Nicaragua cuenta con 143.6 MW de energía eólica instalada. En febrero de 2009 el Parque Eólico Amayo I se conectó al SIN, seguido de Amayo II a finales del 2010 y en 2012 la entrada de 39.5 MW de La fé- San Martín de Blue Power & Energy S.A.
A finales del mes de octubre de 2012 entró en operaciones la planta Eólica Eolo de Nicaragua, con una capacidad de planta instalada de 44 MW. Esta planta consta con un total de 22 Aerogeneradores marca Gamesa de 2.2 MW cada uno.
Actualmente se encuentra en construcción el cuarto parque eólico que llevara por nombre Alba Vientos que tendrá una capacidad de planta de 44 MW y contara con 22 aerogeneradores marca Vestas de 2.2 MW cada uno.

### Energía geotérmica
Nicaragua es un país dotado de un gran potencial geotérmico gracias a la presencia de volcanes de la cordillera de Los Maribios a lo largo de la costa del Pacífico. Sin embargo, el país todavía está muy lejos de explotar de forma exhaustiva y eficiente este recurso natural. La Ley N.º 443 regula la exploración y la explotación de los recursos geotérmicos. 
La mayor de las dos plantas geotérmicas en funcionamiento es el proyecto geotérmico Momotombo, cuya explotación comercial comenzó en 1983 cuando comenzó a operar la primera unidad geotérmica de 35 MW. La segunda unidad de 35 MW se instaló en 1989. Sin embargo, una mala gestión de la explotación causó que los niveles de producción bajaran a menos de 10 MW. Se espera que con la puesta en práctica de un programa del reinyección y la explotación de una reserva más profunda, la producción aumente de los 20 MW actuales a 75 MW.
En enero de 2006, Polaris Energy Nicaragua informó que comenzaría la construcción de la planta geotérmica San Jacinto Tizate de 31,4 MW, que ahora es un proyecto MDL registrado (véase Proyectos MDL en electricidad más adelante), que está previsto que comience a funcionar a finales de 2007. Después de finalizada la etapa II en 2009, la planta geotérmica tendrá una capacidad instalada total de 66 MW. A partir del 14/2/07 tiene una capacidad instalada de 10 MW.

### Energía de la biomasa
La caña de azúcar bagazo representa el 10% de la generación de electricidad en plantas térmicas en Nicaragua.

## Historia del sector eléctrico y desarrollos recientes

### Monopolio estatal integrado (1979-1992)
Hasta principios de los 90, el sector eléctrico en Nicaragua se caracterizaba por contar con la presencia del Estado en todas sus actividades, a través del Instituto Nicaragüense de Energía (INE). Creado en 1979, el INE tenía estatus de ministerio y era un monopolio estatal integrado verticalmente responsable de la planificación, la regulación, la elaboración de políticas, el desarrollo y el funcionamiento de los recursos energéticos del país. Durante esa década, el sector se enfrentó a graves problemas financieros y operativos como consecuencia de la devaluación de la moneda, de la guerra, de un embargo comercial impuesto por Estados Unidos y de la carencia de los recursos para invertir en la operación y el mantenimiento del sistema eléctrico.

### Reformas del sector (1992-2002)
A comienzos de los 90, el gobierno de la presidenta Violeta Chamorro comenzó la reforma del sector eléctrico con el objetivo de asegurar una cobertura eficiente de la demanda, promover la eficiencia económica y atraer los recursos para la ampliación de la infraestructura. En 1992, la ley autorizó al INE a negociar contratos y concesiones con inversores privados. La Empresa Nicaragüense de Electricidad (ENEL) se creó en 1994 como compañía pública a cargo de la generación, transmisión, distribución y comercialización de electricidad y de la coordinación de las operaciones antes asignadas al INE. El INE mantuvo las funciones de planificación, elaboración de políticas, regulación e fijación de impuestos.
El proceso de reforma se consolidó en 1998 con la Ley N.º 272 (Ley de la Industria Eléctrica, LIE) y la Ley N.º 271 (Ley Orgánica del INE). La reforma del INE condujo a la creación de la Comisión Nacional de Energía (CNE), que asumió las responsabilidades de elaboración de políticas y de planificación. La Ley N.º 272 estableció los principios básicos para el funcionamiento de un mercado mayorista competitivo con la participación de compañías privadas. La generación de electricidad, la transmisión y la distribución se desagregaron y se les prohibió a las compañías tener intereses en más de una de esas tres actividades. ENEL se reestructuró en cuatro compañías de generación (Hidrogesa, GEOSA, GECSA y GEMOSA); dos compañías de distribución (DISNORTE y DISSUR), ambas adquiridas por Unión Fenosa y después fusionadas en una sola compañía; y una compañía de transmisión (ENTRESA, ahora ENATREL).
El proceso de privatización que comenzó en 2000 con una oferta pública de venta de acciones de las cuatro compañías de generación se complicó debido a problemas legales y a la falta de interés de los inversores. Como consecuencia de ello, ENEL mantuvo un papel más importante del que se esperaba en un principio. Hidrogesa quedó en manos públicas como único actor en la generación hidroeléctrica y sus ganancias sirven para financiar las pérdidas de GECSA, que posee las plantas térmicas que no atrajeron el interés privado, y los planes de electrificación rural en áreas aisladas.
Las reformas de los años 90 no lograron sus objetivos. Se esperaba que la privatización trajera inversión en nueva generación, pero se agregó muy poca capacidad en los años que siguieron a la reforma. Por otra parte, la capacidad de generación que se agregó en la década pasada ha dependido principalmente de los combustibles líquidos, con lo que el país es más vulnerable a las alzas de los precios del petróleo. Además, como se mencionó anteriormente, las pérdidas en distribución han permanecido en niveles muy altos (28%). La reforma también tuvo como objetivo implementar cambios graduales en las tarifas eléctricas que reflejaran los costos, algo que fue políticamente inviable.

### Aumento del precio del petróleo, tensión financiera y apagones (2002-2006)
Cuando los precios del petróleo aumentaron a partir de 2002, el regulador no aprobó los aumentos de la tarifa eléctrica porque se preveía que serían muy impopulares. La carga financiera de los costos de generación más altos se traspasó a la compañía de distribución privatizada, que ha sufrido graves pérdidas, en parte debido a esto.
En 2006, el sector eléctrico en Nicaragua sufrió una grave crisis, con 4 apagones de 12 horas que afectaron prácticamente a todo el país. Se culpó a la compañía de distribución propiedad de Unión Fenosa y el gobierno canceló temporalmente la concesión y llamó al arbitraje. Esto llevó a Unión Fenosa a llamar a su garante, la Agencia Multilateral de Garantía de Inversiones (MIGA, por sus siglas en inglés). La crisis se agravó más profundamente por la incapacidad del INE y de la CNE para cooperar de una manera constructiva. La situación de emergencia mejoró en 2007 debido a la instalación de capacidad de generación diésel de 60 MW financiada por Venezuela.

### Creación del Ministerio de Energía y Minas (2007)
En enero de 2007, poco después de que asumiera la presidencia Daniel Ortega, una nueva ley creó el Ministerio de Energía y Minas (MEM), que reemplazó a la CNE. El nuevo ministerio heredó las responsabilidades de la CNE junto con algunas competencias adicionales del INE. Además, en agosto de 2007, se alcanzó un acuerdo entre Unión Fenosa y el nuevo gobierno de Nicaragua. El gobierno se comprometió a aprobar una ley para combatir el fraude, que ayudará a reducir las pérdidas de distribución y Unión Fenosa desarrollará un plan de inversión para el período que finaliza en 2012.

### Integración regional: proyecto SIEPAC
En 1995, después de casi una década de estudios preliminares, los gobiernos de América Central, el gobierno de España y el Banco Interamericano de Desarrollo acordaron llevar a cabo el proyecto SIEPAC (Sistema de Interconexión Eléctrica para América Central). El objetivo del proyecto es la integración eléctrica de la región. Los estudios de factibilidad mostraron que la creación de un sistema de transmisión regional sería muy positiva para la región y llevaría a la reducción de costos de la electricidad y a mejoras en la continuidad y confiabilidad del suministro. En 1996, los seis países (Panamá, Honduras, Guatemala, Costa Rica, Nicaragua y El Salvador) firmaron el Tratado Marco del Mercado Eléctrico de América Central.
El diseño del Mercado Eléctrico Regional (MER) se realizó en 1997 y fue aprobado en 2000. El MER es un mercado adicional superpuesto a los seis mercados nacionales existentes, con una regulación regional, en el cual los organismos autorizados por el Ente Operador Regional (EOR) realizan transacciones eléctricas internacionales en la región. En cuanto a la infraestructura, EPR (“Empresa Propietaria de la Red S.A.”) está a cargo del diseño, la ingeniería y la construcción de casi 1.800 km de líneas de transmisión de 230 kV. Se espera que el proyecto esté en funcionamiento para finales de 2008.
(Para obtener un mapa de la línea de transmisión regional, véase SIEPAC)

## Tarifas y subsidios

### Tarifas
Las tarifas eléctricas en Nicaragua solo habían aumentado levemente entre 1998 y 2005 (de hecho, las tarifas industriales disminuyeron en ese período). Sin embargo, en 2006 las tarifas eléctricas experimentaron un gran aumento en relación con 2005: 12% para las tarifas residenciales, 26% para las tarifas comerciales y 23% para las tarifas industriales. Las tarifas medias para cada sector eran:
- Residencial: 0,137 US$ por kWh ( promedio ponderado de ALyC : 0,115 US$)
- Comercial: 0,187 US$ por kWh
- Industrial: 0,101 US$ por kWh ( promedio ponderado de ALyC : 0,107 US$)

Estas tarifas no son bajas; de hecho están entre las más altas de los países de América Central. Los precios residenciales se acercan al promedio regional mientras que los precios industriales son los más altos de la región.

### Subsidios
Actualmente, hay subsidios cruzados en la estructura de tarifas. Los consumidores de media tensión pagan tarifas más altas que sirven para subsidiar las tarifas más bajas para los consumidores de baja tensión. Los usuarios que consumen menos de 150 kWh al mes reciben transferencias del resto de los consumidores. Los usuarios de menor consumo (0-50 kWh/mes) se benefician de descuentos de entre el 45% y el 63% en su tarifa media. Los consumidores que están por encima del límite de 50 kWh también se benefician, en menor medida, del esquema de subsidios. 

## Inversión y financiación

### Generación
En 2007, el gobierno venezolano financió la instalación de nueva generación de “emergencia” (60 MW). Por otra parte, los nuevos proyectos hidroeléctricos recibirán la financiación pública y privada, mientras que el desarrollo de energía eólica Amayo en curso y la nueva planta geotérmica de San Jacinto Tizate estarán financiadas con capital privado.

### Transmisión
La Empresa Nacional de Transmisión Eléctrica (ENATREL) ha elaborado un plan para la ampliación de la infraestructura de transmisión para el período 2007-2016. Sin embargo, todavía no está asegurada la financiación para todos los proyectos.

### Distribución
En agosto de 2007, Unión Fenosa (Gas Natural) se comprometió a elaborar un plan de inversión para el período que finaliza en 2012.

### Electrificación rural
Las fuentes de financiación para la electrificación rural son limitadas. El Fondo para el Desarrollo de la Industria Eléctrica Nacional (FODIEN) recibe sus recursos de las concesiones y licencias otorgadas por el Instituto Nicaragüense de Energía (INE). Sin embargo, los fondos no han sido suficientes. El Banco Mundial (a través del proyecto PERZA) y el gobierno suizo (a través de FCOSER) también han aportado fondos y ayuda para avanzar con los objetivos de la electrificación rural en el país.

## Resumen de la participación privada en el sector eléctrico
| Actividad    | Participación privada (%)     |
| ------------ | ----------------------------- |
| Generación   | 70% de la capacidad instalada |
| Transmisión  | 0%                            |
| Distribución | 100%                          |

## Electricidad y medio ambiente

### Responsable de medio ambiente
El Ministerio de Medio Ambiente y Recursos Naturales (MARENA) es el organismo a cargo de la conservación, protección y uso sostenible de los recursos naturales y del medio ambiente. 
La Comisión Nacional de Cambio Climático fue creada en 1999.

### Emisiones de gases de efecto invernadero
OLADE OLADE (Organización Latinoamericana de Energía) estimó que las emisiones de CO2 por la producción de electricidad en 2003 fueron de 1,52 millones de toneladas de CO2, lo que representa el 39% del total de las emisiones del sector energético. Esta elevada contribución de emisiones de la generación de electricidad, en comparación con otros países de la región, se debe al alto porcentaje de generación térmica.

### Proyectos MDL en electricidad
Actualmente (noviembre de 2007) hay solo dos proyectos MDL registrados en el sector eléctrico en Nicaragua, con una reducción total de emisiones estimada en 336.723 Tm de CO2e por año. Uno de ellos es el proyecto geotérmico de San Jacinto Tizate y el otro es el proyecto de cogeneración de bagazo Monte Rosa

## Asistencia externa

### Banco Interamericano de Desarrollo
El Banco Interamericano de Desarrollo (BID) tiene varios proyectos en ejecución en el sector eléctrico en Nicaragua:
- En octubre de 2007, el BID aprobó 350.500 US$ para el Apoyo a la Preparación del Programa de Inversiones para el Sector Eléctrico (enlace roto disponible en Internet Archive; véase el historial, la primera versión y la última)..

- En junio de 2007, se aprobó un crédito de 12 millones US$ para el proyecto Refuerzos Nacionales de Transmisión para Integración SIEPAC. El objetivo de este proyecto es asegurar que el sistema de transmisión nicaragüense esté adaptado para la interconexión con la línea SIEPAC (Sistema de Interconexión Eléctrica para América Central). Es necesario asegurar que la energía pueda entonces comercializarse de acuerdo con los criterios de seguridad y confiabilidad establecidos por el Sistema Eléctrico Regional, evitando interrupciones del servicio a nivel nacional y regional. Lo peor que puede suceder es que la empresa de distribución eléctrica es controlada por un ente internacional, lo que encarece el servicio.

- En junio de 2006, el BID también aprobó una actividad de cooperación técnica para el Desarrollo de la Eficiencia Energética en Nicaragua (enlace roto disponible en Internet Archive; véase el historial, la primera versión y la última).. El objetivo de este programa es ayudar al gobierno en el diseño, evaluación y ejecución de las medidas para la eficiencia energética, entre ellas la puesta en práctica de proyectos pilotos, identificación de las necesidades de información y preparación de las propuestas de préstamos para la implementación de medidas adicionales para la eficiencia energética.

- En diciembre de 2005, se aprobaron dos actividades de cooperación técnica relacionadas con la energía eólica, una para el Desarrollo de Sistemas de Generación Eólica en Sistemas Aislados (enlace roto disponible en Internet Archive; véase el historial, la primera versión y la última). y otra para un Estudio de Factibilidad Parque Eólico en Corn Island (enlace roto disponible en Internet Archive; véase el historial, la primera versión y la última)..

### Banco Mundial
El Banco Mundial actualmente tiene en marcha un Programa de Electrificación Rural en Zonas Aisladas (PERZA) en Nicaragua. El proyecto, de 19 millones US$, estará financiado con 12 millones US$ por el Banco en el período 2003-2008. El objetivo principal del proyecto es apoyar el suministro sostenible de los servicios eléctricos y las ventajas sociales y económicas asociadas en sitios rurales seleccionados en Nicaragua y consolidar la capacidad institucional del gobierno para implementar su estrategia nacional para la electrificación rural. 

### Otros
Varios países han proporcionado ayuda financiera para la ampliación de la red de transmisión en Nicaragua.
- Alemania: El banco alemán KfW ha financiado varios proyectos de transmisión en los últimos años. Uno de esos proyectos, la construcción de la subestación eléctrica de Las Colinas y su línea de transmisión asociada se completará en diciembre de 2007.[25]

- Corea: Eximbank de Corea también ha facilitado fondos en los últimos años para la ampliación del sistema de transmisión con varias subestaciones eléctricas: Ticuantepe, León I, El Viejo, Nandaime, Boaco y Las Banderas, que comenzaron a funcionar entre enero de 2006 y diciembre de 2007.[26]

- España: El Instituto de Crédito Oficial de España (ICO) Archivado el 4 de junio de 2008 en Wayback Machine. y el Fondo de Ayuda al Desarrollo (FAD) han aportado fondos para la construcción de la subestación eléctrica de Ticuantepe y el suministro de materiales para el sistema de transmisión en el período 2003-2008.[27]